# Finkumervaart
De Finkumervaart (Feinsumer Feart) is een kanaal in de gemeente Leeuwarden in de Nederlandse provincie Friesland. Het meest oostelijke deel van het kanaal - tussen het natuurgebied Wide Mar en Bartlehiem - vormt de grens tussen de gemeenten Leeuwarden en de gemeente Noardeast-Fryslân.
De Finkumervaart loopt van de Hijumervaart en de Leistervaart ten oosten van Oude Leije in zuidwaartse richting langs de Balkendsterpoldermolen. Bij de Slagdijkstermolen buigt het kanaal naar het oosten en loopt langs Finkum (Feinsum) verder in oostelijke richting. Het kanaal buigt om het natuurgebied Wide Mar heen en eindigt bij Bartlehiem in de Dokkumer Ee en de Oudkerkstervaart. Het kanaal maakt deel uit van de route van de Elfstedentocht.
Zwette · Stadsgracht (Sneek) · Geeuw · Wijddraai · Wijde Wijmerts · Nauwe Wijmerts · Noorder Ee · Ee (Woudsend) · Slotermeer · Slotergat · Slotermeer · Luts · Van Swinderenvaart · Spookhoekstervaart · Rijstervaart · Oud-Karre · Johan Frisokanaal · Morra · Johan Frisokanaal · Noorderdijkvaart · Het Wijd · De Gronzen · Indijk · Zijlroede (Hindeloopen) · Oude Oostervaart · Dijkvaart · Horsa · Burevaart · Diepe Dolte · Workumertrekvaart · Het Kruiswater · Stadsgracht (Bolsward) · Witmarsumervaart · Harlingervaart · Bolswardervaart · Zuidoostersingel · Noordoostersingel · Noordergracht (Harlingen) · Van Harinxmakanaal · Sexbierumervaart · Noordergracht (Franeker) · Dongjumervaart · Ried · Berlikumerwijd · Moddergat · Wierzijlsterrak · Blikvaart · Zuidhoekstervaart · Ouwe Rij · Leistervaart · Finkumervaart · Dokkumer Ee · Het Kleindiep · Dokkumer Ee · Oudkerkstervaart · Murk · Ouddeel · Bonkevaart (finish)